# Làng Phú Khê
Phú Khê là tên làng cổ nhất ở Thanh Hoá, nay là hai xã Hoằng Phú và Hoằng Quý, huyện Hoằng Hóa, tỉnh Thanh Hóa.

## Vị trí địa lý
- Phú Khê phía bắc giáp xã Hoằng Kim, nam giáp xã Hoằng Quỳ, đông giáp xã Hoằng Khê, nam giáp xã Hoằng Phượng.
- Từ Phú Khê đi về phía Nam khoảng 12–15 km là thành phố Thanh Hóa.

## Hành chính
Làng Phú Khê gồm 2 xã:
- Hoằng Quý

```
Xã Hoằng Quý có diện tích 5,11
 
km², dân số năm 1999 là 4075 người,
[
2
]
 mật độ dân số đạt 797 người/km².
```

```
Có các ngõ: -Ngõ Chợ -Ngõ Chùa -Ngõ Đông -Ngõ Hảo -Tân Đức
```

- Hoằng Phú

```
Xã Hoằng Phú có diện tích 7,84
 
km², dân số năm 1999 là 10412 người,
[
2
]
 mật độ dân số đạt 1328 người/km².
```

```
Có các thôn: -Phú Trung -Trung Tây -Phú Thượng 1 -Phú Thượng 2 -Trịnh Thôn
```

## Lịch sử
Phú Khê là vùng đất cổ có bề dày truyền thống lịch sử và văn hóa xuyên suốt hàng nghìn năm với một cảnh sắc thiên nhiên kỳ thú, trữ tình.
Khi làm doanh điền sứ ở Thanh Hoá, Lê Quý Đôn đã phát hiện ra nơi đây có “thế đất” của người hùng tài thao lược:
“Lưng dựa ấn mặt ngoảnh sông,
Thế đất khoe cảnh trí anh hùng”.
Có thể lấy Lăng Tượng Trưng, của Huyền Tông Mục Hoàng Đế ở Phú Khê làm trung tâm để quan sát thì sẽ thấy : “ấn” là Sơn Trang, núi Ngọc án ngữ hai bên, hiên ngang với sự tích Lê Lợi dừng chân ăn cháo hoa quỳ sâu đậm tình dân. Còn “sông” là sông Mã sóng cuộn hào hùng.
Do đó Lê Quý Đôn đã viết hai bản "Mục lục", một bản chữ Hán, một bản chữ Nôm để ca ngợi cảnh vật và vũ công nơi đây : 
“Thơ ngâm thất tuyệt, chốn chốn đều chứa đồ tầm tang-lễ chấp tam bôi, nhà nhà đều chất nhiều tơ lụa”.
Đây là vùng đất hiếu khách, trù phú, hậu phương vững chắc, cũng cấp sức người, sức của cho các bậc Đế Vương khởi dựng cơ đồ. 
Cho nên Phú Khê thành đất ứng viện cho Vua Anh Tông Lê Duy Bang.
Là nơi sinh ra hậu duệ cho 2 người con của Dụ Tông Hoà Hoàng Đế thời Lê Trung Hưng.
Thời Lý, Phú Khê có tên gọi là Phú Trừng Trang, tên Nôm là Kẻ Đừng hay Kẻ Đầng. Đây là một trung tâm dệt nổi tiếng cùng với Hoằng Lộc, Hoằng Phúc của huyện Hoằng Hoá. Tướng Lý Thừa Yến trên đường thừa lệnh vua Lý và anh là Lý Thường Kiệt đi đánh Chiêm Thành đã dừng quân ở đất Phú Khê.
Sang thời Trần (1293 - 1314), huyện Hoằng Hoá có tên gọi Cổ Đằng, với trung tâm kinh tế, chính trị, văn hóa là đất Kẻ Đừng. Vào cuối Trần đầu nhà Hồ, tên gọi Phú Khê xuất hiện.
Đến đầu thế kỷ 19, Phú Khê nằm trong xã Tào Xuyên, tổng Dương Sơn, trấn Thanh Hoa.

## Danh nhân, Con em thành đạt
- Lê Trần Giám, làm quan dưới triều vua Lê Hiển Tông, tước Trung Võ hầu.
- Lê Trần Cơ: đậu giải nguyên khoa Canh Tuất triều Nguyễn, niên hiệu Tự Đức (1843), làm quan huyện Phù Ninh.
- Chu Minh, Chu Tuấn: hai tướng tài giúp Đinh Bộ Lĩnh dẹp loạn 12 sứ quân
- Lê Văn Tu, nguyên Bí thư tỉnh ủy Thanh Hoá
- Thiếu tướng Trịnh Xuân Thu, nguyên Giám đốc Công an tỉnh Thanh Hoá

## Di tích Lịch Sử
- Đình Làng Phú Khê: Thờ 2 bộ tướng thời nhà Đinh, hai anh em Chu Minh và Chu Tuấn có công đánh dẹp nạn loạn 12 sứ quân, nay thuộc Nghè Thượng xã Hoằng Phú.
- Lăng Mộ Thành Hoàng Làng (hay còn gọi Lăng Thánh Hoá): nơi hai Thành Hoàng sau khi dẹp xong giặc đã hoá thân vào cõi bất tử và yên nghỉ, nay thuộc (sân truyền thống xã Hoằng Quý ).
- Chùa Bảo Phúc Tự: nơi thờ mẹ đẻ của 2 vị Thành Hoàng Làng, và thờ Phật, theo tín ngưỡng thời Lý đang rất thịnh hành, nay thuộc xã Hoằng Quý.
- Từ đường dòng họ Lê Trần, thờ Lê Trần Giám, Lê Trần Cơ.